# Meteor
För andra betydelser, se Meteor (olika betydelser).

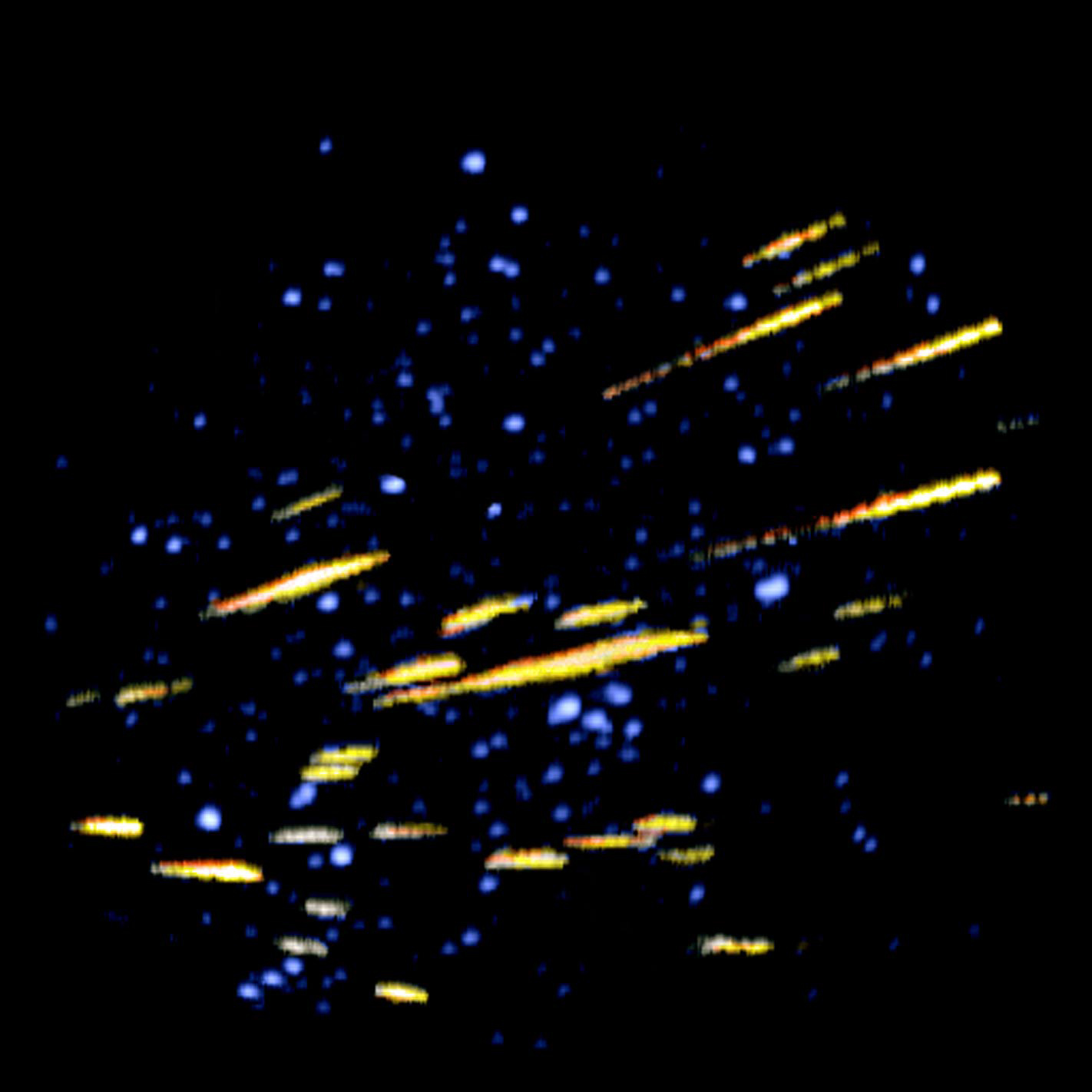
Meteorskur

Meteor, även stjärnfall,  (av grekiska mete’oros – "i luften befintlig") är det ljusstreck som kortvarigt syns på stjärnhimlen när en liten interplanetär kropp, en meteoroid, med mycket hög hastighet faller in i jordatmosfären. 
Ljusskenet uppstår på cirka 100 km höjd när meteoren förångas på grund av de höga temperaturer som uppstår vid friktionen mot atmosfären. De flesta meteorider når aldrig jordytan, men de som ändå når jordytan kallas meteoriter. Under en mörk och molnfri natt ser man normalt 2–10 meteorer i timmen.

## Ursprung
Många meteoroider har sitt ursprung från kometer, och när jorden passerar genom kometbanor kan aktiviteten nå betydligt högre nivåer i vad som kallas en meteorsvärm. Utspridda i kometbanorna finns rester av kometen, som bildar en så kallad meteorström. Då jorden möter en meteorström uppstår en meteorskur, med många meteorspår som är riktade från samma radiant på himlen.
Meteoroider har olika beskaffenhet, men denna kan dock inte fastställas med säkerhet förrän meteoren nått jordytan som meteorit. För olika typer av meteoriter se därför detta uppslagsord under rubriken "Sammansättning och klassificering".

## Radiokommunikation
Meteorernas jonisationsspår vid infallet i atmosfären kan användas för kortvarig kommunikation mellan radiostationer på jorden på upp till 2000 km från varandra.

## Äldre betydelse
På 1700- och 1800-talet var betydelsen för meteor vidare och betecknade varje fenomen i atmosfären, såsom dimma, moln, regn, hagel, regnbåge, stjärnfall. Det kunde vara svävande partiklar, nederbörd eller fenomen av optisk eller elektrisk natur. Denna betydelse av ordet har givit upphov till begreppet meteorologi.
I denna äldre betydelse kunde man dela in meteorer i olika typer, som helt skiljer sig från nuvarande indelning:
- Hydrometeorer – meteorer som består av vatten i fast eller flytande form. De svävar i eller faller genom atmosfären eller avsätts på marken eller på föremål. Exempel på hydrometeorer är moln, dimma, regn, snödrev, dagg och glattis.
- Litometeorer – meteorer som består av icke vattenhaltiga partiklar. Exempel på litometeorer är torrdis, sanddrev och stoftvirvel.
- Fotometeorer – meteorer som är optiska fenomen som uppstår genom solens eller månens reflektion, refraktion, diffraktion eller interferens. Exempel på fotometeorer är halofenomen och regnbåge.
- Elektrometeorer – meteorer som härstammar från elektricitet i atmosfären. Exempel på elektrometeorer är åska, norrsken och S:t Elmseld.